# Fabrício Eduardo
Fabrício Eduardo da Silva Alves, ou apenas Fabrício Eduardo (Campos, 13 de agosto de 1976) é um ex-futebolista brasileiro, que atuava como volante.

## Carreira
Mais um caso de jogador que passa anos anos na equipe do Vasco da Gama, seja de base ou principal, conquista títulos mas nunca se firma entre os titulares. Fabrício Eduardo começou a aparecer no Vasco em 1994, mas apenas compondo elenco e disputando jogos pelo Expressinho. Em 1996 teve sua grande oportunidade, mas o time era fraco e quase foi rebaixado no Campeonato Brasileiro. Em 1997, com a chegada de Nasa, acabou perdendo espaço, e logo depois com as chegadas de Amaral, Paulo Miranda e Jorginho, praticamente sumiu do clube. Deixou o clube de São Januário em definitivo após a temporada de 1999.
Depois passou por Náutico, Libertad, America, Americano, Remo, XIII de Campina Grande e Casemiro de Abreu, onde encerrou a carreira em 2007. Desiludido com o futebol, encerrou a carreira e começou a trabalhar como camelô.

### Prisão
Em 14 de outubro de 2011, o ex-jogador de futebol foi preso por ter vendido DVDs piratas. De acordo com os agentes, foram apreendidas diversas mídias piratas de jogos de videogame e programas de computador. Ele e Rafael dos Reis responderão por violação de direito autoral, que prevê um a quatro anos de prisão.

## Títulos
Vasco da Gama
- Troféu Palma de Mallorca: 1995
- Troféu Bortolotti: 1997
- Campeonato Brasileiro: 1997
- Taça Guanabara: 1998
- Taça Rio: 1998 e 1999
- Campeonato Carioca: 1998
- Copa Libertadores da América: 1998
- Torneio Rio-São Paulo: 1999

Náutico
- Campeonato Pernambucano: 2001

Libertad
- Campeonato Paraguaio: 2002 e 2003